# Puder

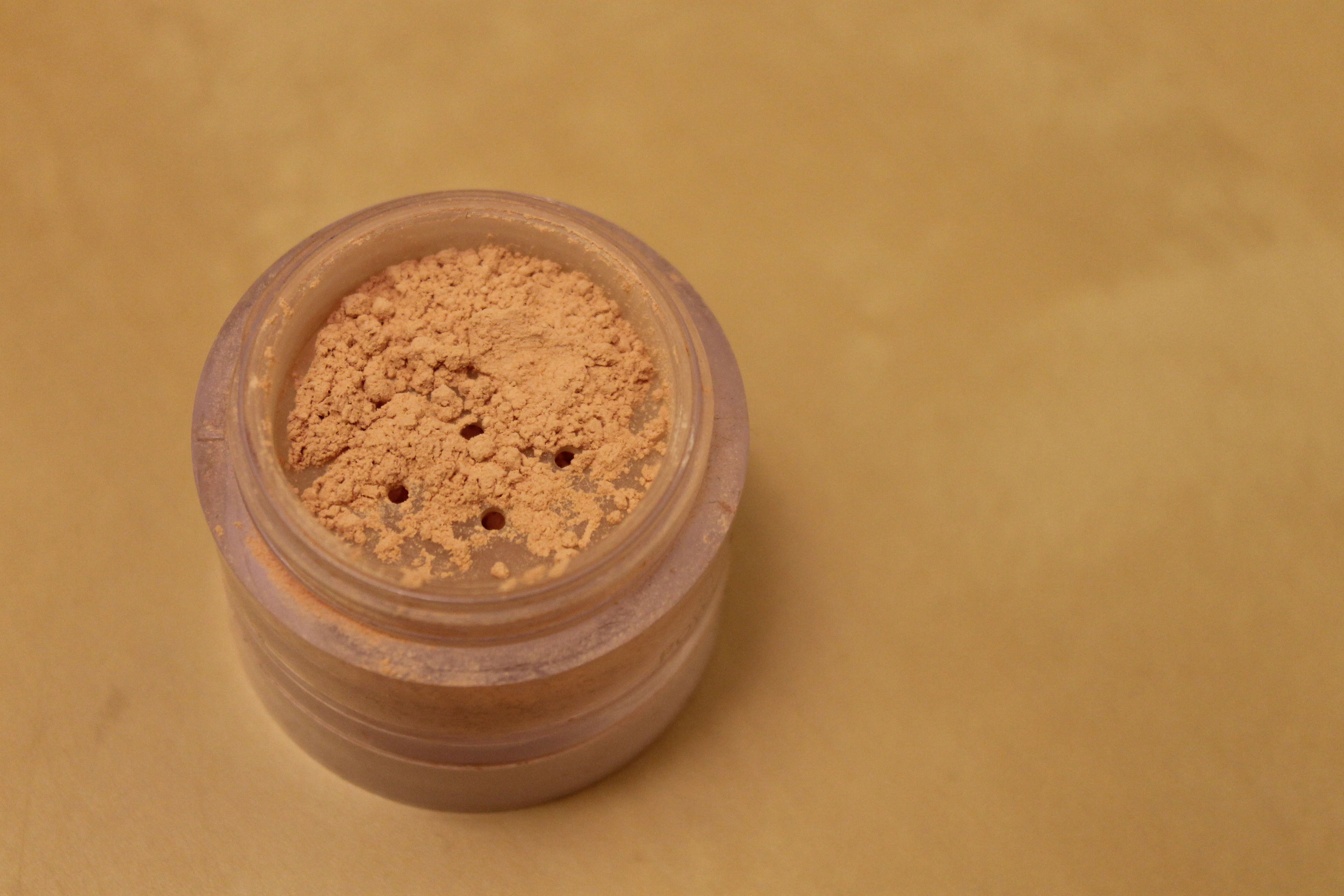
Mineralpuder

Puder (der, ugs. auch: das; von frz. poudre, aus lat. pulvis, pharmazeutisch Pulveres adspersorii) sind sehr feine Pulver mit einem Teilchendurchmesser von weniger als 100 μm (0,1 Millimeter). Genau wie diese sind Puder Dispersionen vom Typ fest in gasförmig.

## Geschichte
Zahlreiche historische Funde legen nahe, dass bereits Steinzeitmenschen Puder und Pulver zum Färben oder Malen genutzt haben. Insbesondere kulturelle Schminke hatte Puder und Pulver aus unterschiedlichstem Material als Bestandteil. Haarpuder wurde von römischen Kaisern und auch später genutzt, um dem Haar eine andere Färbung zu geben. Duftpuder und Wundpuder (etwa unter Verwendung getrockneter Pflanzen) wurden bereits im Mittelalter genutzt. In der Zeit vom 15. bis zum 18. Jahrhundert war es üblich, Puder für Perücken zu nutzen. Kosmetische Nutzung zur Farbgebung oder Mattierung der Haut ist bis in das 21. Jahrhundert bekannt. Feines pulverisiertes Mehl oder Puderzucker waren als Trennmittel schon früh bekannt und werden bis heute genutzt.

## Grundstoffe für Puder und Einsatzgebiete

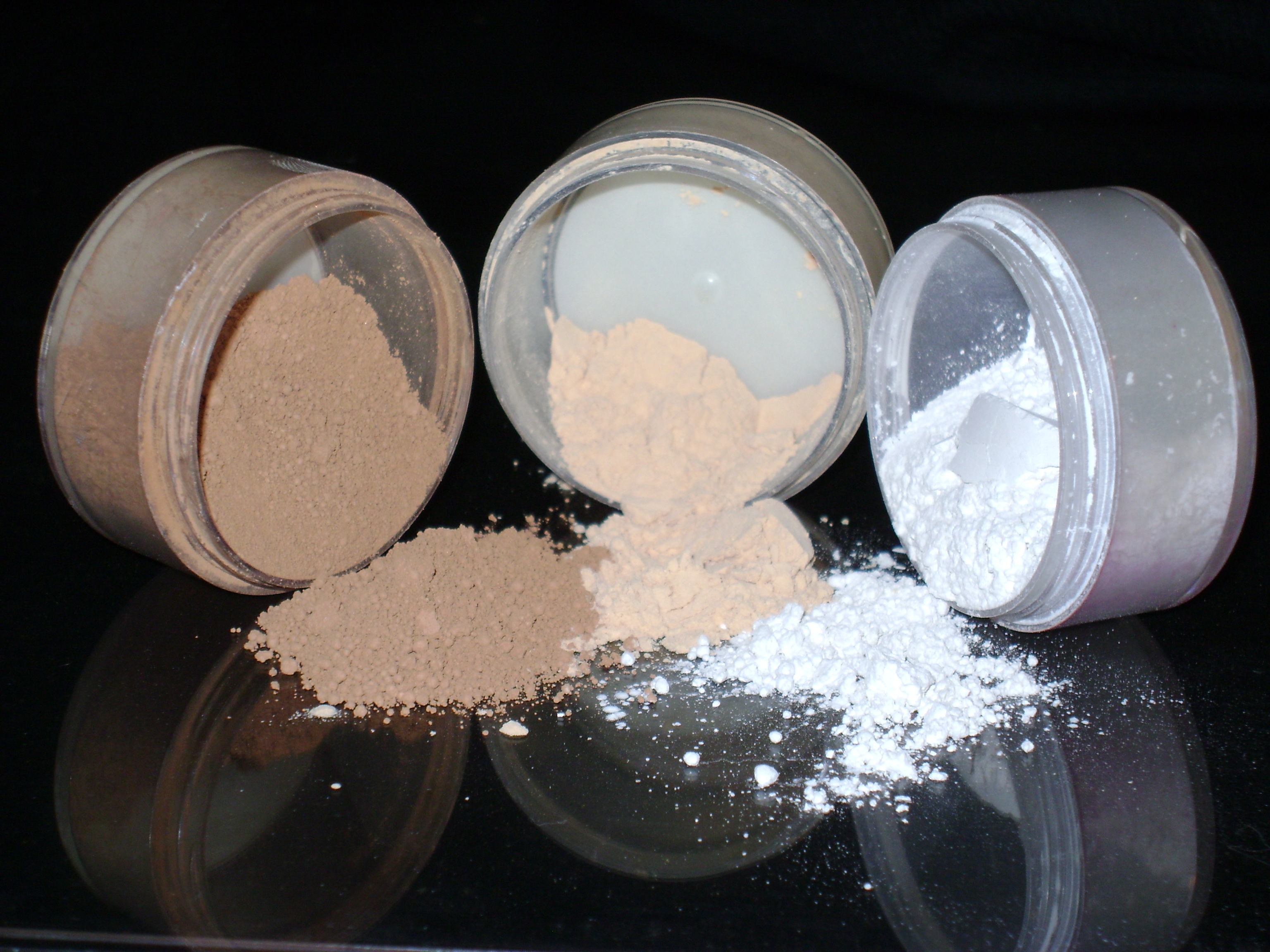
Loses Puder mit unterschiedlichen Pigmentierungen.

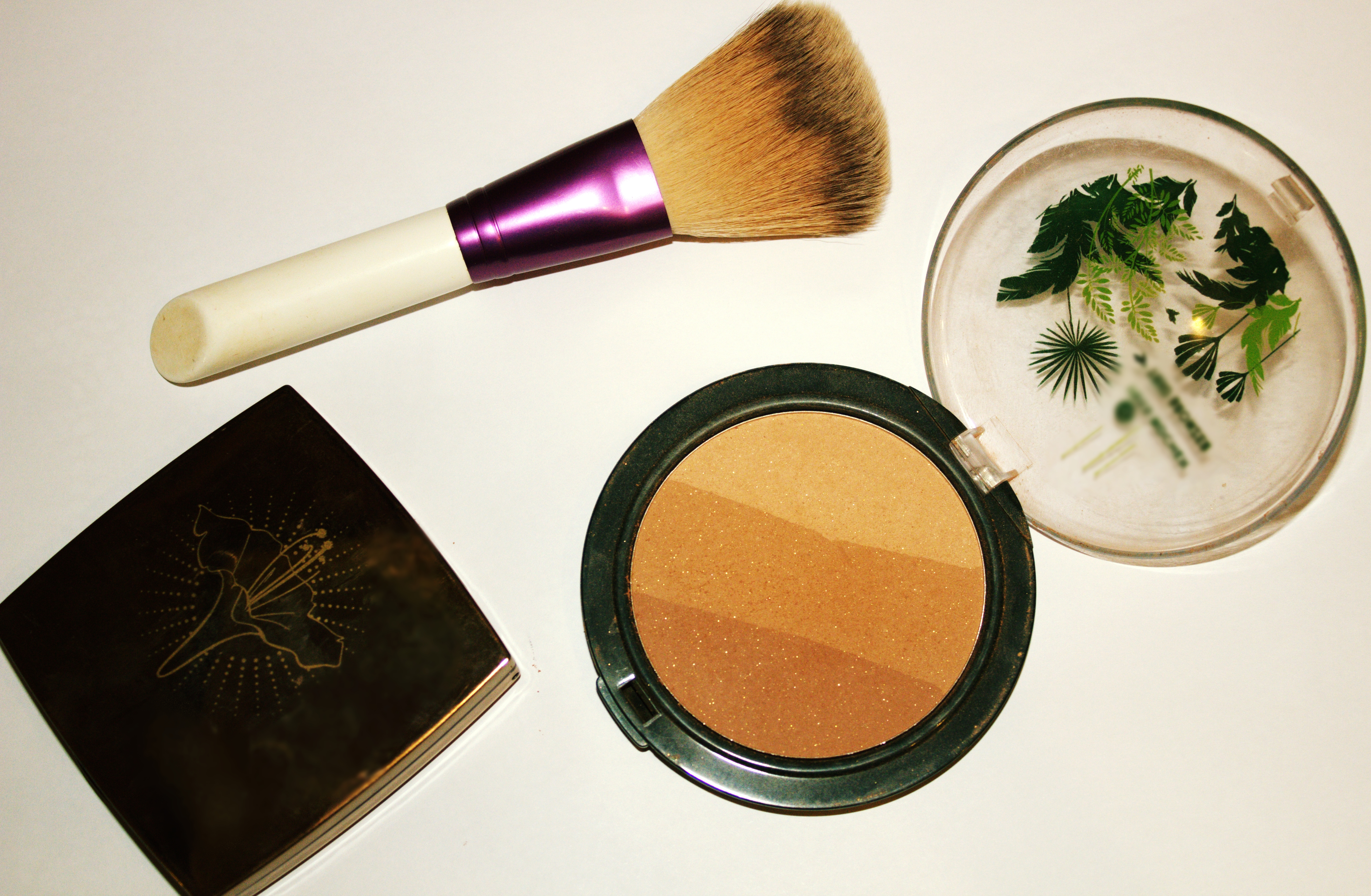
Puder kann für das Contouring verwendet werden.

### Kosmetik

#### Inhaltsstoffe
Als Grundstoff für die Herstellung von Puder in der Kosmetik dient Talk, eines der weichsten Minerale. Neben Talk können aber auch Metallseifen, Siliciumdioxid, Stärke, Titandioxid, Zinkoxid, Kaolin, Calciumcarbonat, Magnesiumcarbonat oder Seidenpulver als Pudergrundlage in der Kosmetik dienen. Neben der Grundlage können Duftstoffe, Pigmente und Wirkstoffe enthalten sein.

#### Handelsformen
Puder im kosmetischen Bereich können farbig oder transparent sein. Außerdem wird zwischen losem Puder, Kompaktpuder und Puder-Make-up entschieden. Loses Puder ermöglicht großzügige Anwendungen und kann mit einem Pinsel gut verarbeitet werden. Es wird in Dosen oder Streuflakons vermarktet. Kompaktpuder ist loses Puder, das zu einem Puderstein zusammengepresst wurde. Es lässt sich somit besser transportieren als loses Puder. Puder-Make-ups werden mit trockenem oder feuchtem Schwämmchen auf die Haut gebracht. Wird mit einem trockenen Schwämmchen gearbeitet, liegt ein Puder-Effekt vor. Wird das Puder mit einem feuchten Schwämmchen auf die Haut gebracht, entsteht ein Make-up-Effekt.

#### Verwendung
Puder wird im kosmetischen Bereich zum Fixieren und Mattieren von Make-up verwendet. In farbiger Ausführung wird Puder für das Contouring verwendet, wie z. B. Bronzepuder oder Rouge.
Außerdem gibt es Rasierpuder, Deodorantpuder, Babypuder, Wundpuder, Körperpuder und Fußpuder, die sich durch ein hohes Saugvermögen auszeichnen. Damit wird Puder im kosmetischen Bereich auch zum Hautschutz und für die Hautpflege verwendet. Dabei kann das Puder auch anti-bakterielle Inhaltsstoffe, die Hautunreinheiten entgegenwirken, enthalten.

### Pharmazie
In der Pharmazie dienen als Grundlage Talk, Zinkoxid, verschiedene Stärkesorten (v. a. Reisstärke), Aerosil (pyrogene Kieselsäure) u. a. Hier sind sie eine Arzneiform. Sie dienen meist als Wirkstoff und Hilfsstoff, z. B. als Arzneistoffträger zur äußeren Anwendung mit einer kühlenden, juckreizstillenden, adstringierenden oder auch desinfizierenden Wirkung.

### Drucktechnik
In der Drucktechnik dienen als Grundlage verschiedene Stärkesorten (v. a. Maisstärke) und Calciumcarbonat. Beim Offsetdruck wird es als Trennmittel verwendet.

### Nutzung als Trockenschmierstoff
Die Puderung von Latexhandschuhen, typisch mit Talkum, vermeidet deren Verkleben und dient dem leichteren Hineinschlüpfen der Hand, transportiert allerdings auch Allergene aus dem Latex, weshalb ungepuderte Varianten insbesondere aus Polyurethan angeboten werden. Gleiches gilt für Kondom und Femidom. Luftballons aus Latex werden typisch von der Tauchform abgeblasen und mit Kalkstaub gepudert um ein Verkleben zu vermeiden. Beim Füllen von Ballons insbesondere mit nach oben gerichtetem Füllventilauslass sinkt oder wirbelt etwas Puder in den Auslass und kann ein Niederdruckventil schädigen.
Durch Talkumpuder wird die Grenzfläche zwischen Schlauch, meist aus Butylkautschuk, und Gummireifen von Fahrrad, Kfz und Ähnlichem gleitfähig gestaltet. Bei der Montage und danach soll der Schlauch einen möglichst entspannten Zustand einnehmen, sogar wenn der Reifen auf der Felge rutscht. Walken des Mantels soll den Schlauch nicht anreiben.

### Weitere Einsatzgebiete
Puder lässt sich zum Aufsaugen von Flüssigkeiten verwenden.

## Physikalische Charakterisierung
Es gibt verschiedene physikalische Methoden, um Puder als Pulver zu analysieren. Zum Einsatz kommen häufig Methoden zur Charakterisierung der Partikelgrößenverteilungen wie statische Laserbeugung nach ISO 13320 und dynamische Bildanalyse zur Messung der Partikelgröße und -form.
Bei der Handhabung großer Pudermengen ist die Fließfähigkeit des oft kohäsiven Pulvers eine sinnvoll zu charakterisierende Größe. Die Fließfähigkeit und der Fließort von solchen Pulvern kann mit dem Ringschertest nach ASTM D-6773 gemessen werden.
Darüber hinaus stehen Testmethoden zur Verfügung, die in ASTM D-6263 aufgeführt sind. Darunter  stdie Bestimmung der Stampfdichte nach EN ISO 787-11 oder Schüttdichte nach DIN ISO 697 zu finden.

## Belege
1. ↑  Disperse Systeme – Definition, unter www.ingenieurkurse.de
2. ↑  Vgl. D. Chabard (Hrsg.): Medizin im gallisch-römischen Altertum. La médecine dans l’antiquité romaine et gauloise. Exposition par le Museum d’histoire naturelle et le Musée Rolin dans le cadre du Bimillénaire de la Ville d’Autun. Musée d’Histoire Nauturelle, Ville d’Autun 1985 / Stadt Ingelheim/Rhein 1986, S. 22.
3. 1 2 3 4  Marina Bährle-Rapp: Springer Lexikon Kosmetik und Körperpflege. 5. Auflage. Springer Berlin / Heidelberg, Berlin, Heidelberg 2020, ISBN 978-3-662-59127-7, S. 475.
4. ↑  ISO 13320:2009 Particle size analysis – Laser diffraction methods.
5. ↑  ISO 13322-2:2006 Particle size analysis – Image analysis methods – Part 2: Dynamic image analysis methods.
6. ↑  ASTM D6773 – 08 Standard Shear Test Method for Bulk Solids Using the Schulze Ring Shear Tester.
7. ↑  ASTM D6393 – 14 Standard Test Method for Bulk Solids Characterization by Carr Indices.
8. ↑  ISO 787-11:1981 General methods of test for pigments and extenders – Part 11: Determination of tamped volume and apparent density after tamping.
9. ↑  ISO 697:1981 Surface active agents – Washing powders – Determination of apparent density – Method by measuring the mass of a given volume.